# Сант'Еурозија (Бјела)
Сант'Еурозија је насеље у Италији у округу Бијела, региону Пијемонт.
Према процени из 2011. у насељу је живело 328 становника. Насеље се налази на надморској висини од 706 м.